# トリックスター (テレビ制作会社)
株式会社トリックスターは、東京都港区に本社を置くテレビ番組制作プロダクション・コンテンツプロデュース・インターネットコンサルティング・Webプラニング戦略・アーティストマネージメント企業である。

## 主要取引先
NHK・TBSテレビ・フジテレビジョン・テレビ朝日・讀賣テレビ放送・毎日放送・テレビ東京・BS-TBS・BSフジ・WOWOW・電通・アサツー ディ・ケイ・ワーナー・ブラザース・学研ホールディングスほか

## 提携アーティスト
- 辰吉丈一郎（プロボクサー）
- 田雑 芳一（イラストレーター）

## 不祥事
2015年1月28日、制作していた「3B juniorの星くず商事」（BS朝日）において、女性アイドルグループ3B juniorのメンバーの1人（当時12歳、氏名は報道されず）が倒れ、病院に救急搬送されていたことがテレビ朝日の記者会見によって明らかになった。当時、メンバー26人が5人1組になって市販のヘリウムを使用した声を変えるためのパーティーグッズを吸引するゲームを行っており、ガスを一気に大量吸引したことが原因で、このグッズには「大人用」との注意書きがあったが、制作スタッフが見落としていた。事故直後に制作実績の一覧から同番組を削除、「責任逃れ」だとしてバッシングを受ける事態となった。